# Dirka po Španiji 2020
Dirka po Španiji 2020 (špansko Vuelta a España 2020) je 75. izvedba dirke po Španiji, tritedenske moške cestne kolesarske etapne dirke. Začela se je 20. oktobra v Irunu in končala 8. novembra v Madridu. Zaradi pandemije covida-19 je bila dirka prestavljena z avgusta in septembra na oktober in november ter tudi skrajšana z običajnih 21 na 18 etap. Sodelovalo je 176 kolesarjev iz 22-ih ekip. Rdečo majico je drugič zapored osvojil Primož Roglič (Team Jumbo–Visma), drugo mesto Richard Carapaz (Ineos Grenadiers), tretje pa Hugh Carthy (EF Pro Cycling). Zeleno majico je osvojil Primož Roglič, pikčasto majico je osvojil Guillaume Martin (Cofidis), belo majico pa Enric Mas (Movistar Team).

## Ekipe
UCI WorldTeams
- AG2R La Mondiale
- Astana
- Bahrain–McLaren
- Bora–Hansgrohe
- CCC Team
- Cofidis
- Deceuninck–Quick-Step
- EF Pro Cycling
- Groupama–FDJ
- Israel Start-Up Nation
- Lotto–Soudal
- Mitchelton–Scott
- Movistar Team
- NTT Pro Cycling
- Ineos Grenadiers
- Team Jumbo–Visma
- Team Sunweb
- Trek–Segafredo
- UAE Team Emirates

UCI ProTeams
- Burgos BH
- Caja Rural–Seguros RGA
- Total Direct Énergie

## Etape
| Etapa | Datum       | Štart/Cilj                                 | Razdalja        | Tip       | Tip               | Zmagovalec             |           |
| ----- | ----------- | ------------------------------------------ | --------------- | --------- | ----------------- | ---------------------- | --------- |
| 1     | 20. oktober | Irun — Arrate                              | 173 km          |           | hribovita etapa   | Primož Roglič (SLO)    |           |
| 2     | 21. oktober | Pamplona — Lekunberri                      | 151,6 km        |           | hribovita etapa   | Marc Soler (ESP)       |           |
| 3     | 22. oktober | Lodosa — Laguna Negra de Urbión (Vinuesa)  | 166,1 km        |           | hribovita etapa   | Dan Martin (IRL)       |           |
| 4     | 23. oktober | Garray — Ejea de los Caballeros            | 191,7 km        |           | ravninska etapa   | Sam Bennett (IRL)      |           |
| 5     | 24. oktober | Huesca — Sabiñánigo                        | 184,4 km        |           | hribovita etapa   | Tim Wellens (BEL)      |           |
| 6     | 25. oktober | Biescas — Aramón Formigal                  | 146,4 km        |           | gorska etapa      | Ion Izagirre (ESP)     |           |
|       | 26. oktober | Vitoria-Gasteiz                            | Vitoria-Gasteiz |           | dan počitka       | dan počitka            |           |
| 7     | 27. oktober | Vitoria-Gasteiz — Villanueva de Valdegovia | 159,7 km        |           | hribovita etapa   | Michael Woods (CAN)    |           |
| 8     | 28. oktober | Logroño — Alto de Moncalvillo              | 164 km          |           | gorska etapa      | Primož Roglič (SLO)    |           |
| 9     | 29. oktober | Castrillo del Val — Aguilar de Campoo      | 157,7 km        |           | ravninska etapa   | Pascal Ackermann (GER) |           |
| 10    | 30. oktober | Castro Urdiales — Suances                  | 185 km          |           | ravninska etapa   | Primož Roglič (SLO)    |           |
| 11    | 31. oktober | Villaviciosa — Alto de la Farrapona        | 170 km          |           | gorska etapa      | David Gaudu (FRA)      |           |
| 12    | 1. november | La Pola Llaviana — Alto de L'Angliru       | 109,4 km        |           | gorska etapa      | Hugh Carthy (GBR)      |           |
|       | 2. november | La Coruña                                  | La Coruña       |           | dan počitka       | dan počitka            |           |
| 13    | 3. november | Muros — Mirador de Ézaro                   | 33,7 km         |           | gorski kronometer | Primož Roglič (SLO)    |           |
| 14    | 4. november | Lugo — Ourense                             | 204,7 km        |           | hribovita etapa   | Tim Wellens (BEL)      |           |
| 15    | 5. november | Mos — Puebla de Sanabria                   | 230,8 km        |           | hribovita etapa   | Jasper Philipsen (BEL) |           |
| 16    | 6. november | Salamanca — Ciudad Rodrigo                 | 162 km          |           | hribovita etapa   | Magnus Cort (DEN)      |           |
| 17    | 7. november | Sequeros — Alto de la Covatilla            | 178,2 km        |           | gorska etapa      | David Gaudu (FRA)      |           |
| 18    | 8. november | Hipódromo de la Zarzuela — Madrid          | 124,2 km        |           | ravninska etapa   | Pascal Ackermann (GER) |           |
|       | Skupaj      | Skupaj                                     | 2892.6 km       | 2892.6 km | 2892.6 km         | 2892.6 km              | 2892.6 km |

## Razvrstitev po klasifikacijah
| Etapa  | Zmagovalec       | Rdeča majica ·  | Zelena majica · | Pikčasta majica · | Bela majica · | Ekipno ·         | Borbenost ·        |
| ------ | ---------------- | --------------- | --------------- | ----------------- | ------------- | ---------------- | ------------------ |
| 1      | Primož Roglič    | Primož Roglič   | Primož Roglič   | Sepp Kuss         | Enric Mas     | Team Jumbo–Visma | Jetse Bol          |
| 2      | Marc Soler       | Primož Roglič   | Primož Roglič   | Richard Carapaz   | Enric Mas     | Team Jumbo–Visma | Gonzalo Serrano    |
| 3      | Dan Martin       | Primož Roglič   | Primož Roglič   | Richard Carapaz   | Enric Mas     | Team Jumbo–Visma | Willie Smit        |
| 4      | Sam Bennett      | Primož Roglič   | Primož Roglič   | Richard Carapaz   | Enric Mas     | Team Jumbo–Visma | Jesús Ezquerra     |
| 5      | Tim Wellens      | Primož Roglič   | Primož Roglič   | Tim Wellens       | Enric Mas     | Team Jumbo–Visma | Guillaume Martin   |
| 6      | Ion Izagirre     | Richard Carapaz | Primož Roglič   | Tim Wellens       | Enric Mas     | Movistar Team    | Gorka Izagirre     |
| 7      | Michael Woods    | Richard Carapaz | Primož Roglič   | Guillaume Martin  | Enric Mas     | Movistar Team    | Alejandro Valverde |
| 8      | Primož Roglič    | Richard Carapaz | Primož Roglič   | Guillaume Martin  | Enric Mas     | Movistar Team    | Stan Dewulf        |
| 9      | Pascal Ackermann | Richard Carapaz | Primož Roglič   | Guillaume Martin  | Enric Mas     | Movistar Team    | Juan Felipe Osorio |
| 10     | Primož Roglič    | Primož Roglič   | Primož Roglič   | Guillaume Martin  | Enric Mas     | Movistar Team    | Alex Molenaar      |
| 11     | David Gaudu      | Primož Roglič   | Primož Roglič   | Guillaume Martin  | Enric Mas     | Movistar Team    | Marc Soler         |
| 12     | Hugh Carthy      | Richard Carapaz | Primož Roglič   | Guillaume Martin  | Enric Mas     | Movistar Team    | Guillaume Martin   |
| 13     | Primož Roglič    | Primož Roglič   | Primož Roglič   | Guillaume Martin  | Enric Mas     | Movistar Team    | brez               |
| 14     | Tim Wellens      | Primož Roglič   | Primož Roglič   | Guillaume Martin  | Enric Mas     | Movistar Team    | Marc Soler         |
| 15     | Jasper Philipsen | Primož Roglič   | Primož Roglič   | Guillaume Martin  | Enric Mas     | Movistar Team    | Guillaume Martin   |
| 16     | Magnus Cort      | Primož Roglič   | Primož Roglič   | Guillaume Martin  | Enric Mas     | Movistar Team    | Rémi Cavagna       |
| 17     | David Gaudu      | Primož Roglič   | Primož Roglič   | Guillaume Martin  | Enric Mas     | Movistar Team    | Marc Soler         |
| 18     | Pascal Ackermann | Primož Roglič   | Primož Roglič   | Guillaume Martin  | Enric Mas     | Movistar Team    | brez               |
| Skupaj | Skupaj           | Primož Roglič   | Primož Roglič   | Guillaume Martin  | Enric Mas     | Movistar Team    | Rémi Cavagna       |

## Končna razvrstitev
| Legenda | Legenda                                    | Legenda | Legenda                                   |
| ------- | ------------------------------------------ | ------- | ----------------------------------------- |
|         | Predstavlja vodilnega v skupnem seštevku   |         | Predstavlja najboljšega mladega kolesarja |
|         | Predstavlja vodilnega po točkah            |         | Predstavlja vodilne v ekipnem seštevku    |
|         | Predstavlja vodilnega v gorski razvrstitvi |         | Predstavlja najbolj borbenega kolesarja   |

### Rdeča majica
| Poz. | Kolesar                   | Ekipa                  | Čas         |
| ---- | ------------------------- | ---------------------- | ----------- |
| 1    | Primož Roglič (SLO)       | Team Jumbo–Visma       | 72h 46' 12" |
| 2    | Richard Carapaz (ECU)     | Ineos Grenadiers       | + 24"       |
| 3    | Hugh Carthy (GBR)         | EF Pro Cycling         | + 1' 15"    |
| 4    | Dan Martin (IRL)          | Israel Start-Up Nation | + 2' 43"    |
| 5    | Enric Mas (ESP)           | Movistar Team          | + 3' 36"    |
| 6    | Wout Poels (NED)          | Bahrain–McLaren        | + 7' 16"    |
| 7    | David de la Cruz (ESP)    | UAE Team Emirates      | + 7' 35"    |
| 8    | David Gaudu (FRA)         | Groupama–FDJ           | + 7' 45"    |
| 9    | Felix Großschartner (AUT) | Bora–Hansgrohe         | + 8' 15"    |
| 10   | Alejandro Valverde (ESP)  | Movistar Team          | + 9' 34"    |

| Skupna razvrstitev kolesarjev (11–142) | Skupna razvrstitev kolesarjev (11–142) | Skupna razvrstitev kolesarjev (11–142) | Skupna razvrstitev kolesarjev (11–142) |
| Poz.                                   | Kolesar                                | Ekipa                                  | Čas                                    |
| -------------------------------------- | -------------------------------------- | -------------------------------------- | -------------------------------------- |
| 11                                     | Aleksander Vlasov (RUS)                | Astana                                 | + 9' 36"                               |
| 12                                     | George Bennett (NZL)                   | Team Jumbo–Visma                       | + 14' 04"                              |
| 13                                     | Mikel Nieve (ESP)                      | Mitchelton–Scott                       | + 14' 47"                              |
| 14                                     | Guillaume Martin (FRA)                 | Cofidis                                | + 15' 07"                              |
| 15                                     | Sergio Henao (COL)                     | UAE Team Emirates                      | + 15' 36"                              |
| 16                                     | Sepp Kuss (USA)                        | Team Jumbo–Visma                       | + 16' 26"                              |
| 17                                     | Mattia Cattaneo (ITA)                  | Deceuninck–Quick-Step                  | + 17' 45"                              |
| 18                                     | Marc Soler (ESP)                       | Movistar Team                          | + 21' 01"                              |
| 19                                     | Gorka Izagirre (ESP)                   | Astana                                 | + 21' 46"                              |
| 20                                     | Gino Mäder (SUI)                       | NTT Pro Cycling                        | + 43' 39"                              |
| 21                                     | Georg Zimmermann (GER)                 | CCC Team                               | + 45' 40"                              |
| 22                                     | Will Barta (USA)                       | CCC Team                               | + 50' 04"                              |
| 23                                     | Luis Ángel Maté (ESP)                  | Cofidis                                | + 55' 06"                              |
| 24                                     | Kobe Goossens (BEL)                    | Lotto–Soudal                           | + 1h 02' 57"                           |
| 25                                     | Nick Schultz (AUS)                     | Mitchelton–Scott                       | + 1h 03' 46"                           |
| 26                                     | José Herrada (ESP)                     | Cofidis                                | + 1h 05' 17"                           |
| 27                                     | Esteban Chaves (COL)                   | Mitchelton–Scott                       | + 1h 09' 51"                           |
| 28                                     | Bruno Armirail (FRA)                   | Groupama–FDJ                           | + 1h 10' 22"                           |
| 29                                     | Ion Izagirre (ESP)                     | Astana                                 | + 1h 12' 12"                           |
| 30                                     | Carlos Verona (ESP)                    | Movistar Team                          | + 1h 13' 22"                           |
| 31                                     | Clément Champoussin (FRA)              | AG2R La Mondiale                       | + 1h 21' 20"                           |
| 32                                     | José Joaquín Rojas (ESP)               | Movistar Team                          | + 1h 22' 36"                           |
| 33                                     | Michael Valgren (DEN)                  | NTT Pro Cycling                        | + 1h 29' 17"                           |
| 34                                     | Michael Woods (CAN)                    | EF Pro Cycling                         | + 1h 29' 26"                           |
| 35                                     | Robert Gesink (NED)                    | Team Jumbo–Visma                       | + 1h 30' 31"                           |
| 36                                     | Nans Peters (FRA)                      | AG2R La Mondiale                       | + 1h 30' 35"                           |
| 37                                     | Robert Power (AUS)                     | Team Sunweb                            | + 1h 33' 58"                           |
| 38                                     | Dorian Godon (FRA)                     | AG2R La Mondiale                       | + 1h 42' 00"                           |
| 39                                     | Nelson Oliveira (POR)                  | Movistar Team                          | + 1h 42' 02"                           |
| 40                                     | Michael Storer (AUS)                   | Team Sunweb                            | + 1h 43' 56"                           |
| 41                                     | Thymen Arensman (NED)                  | Team Sunweb                            | + 1h 49' 10"                           |
| 42                                     | Juan Pedro López (ESP)                 | Trek–Segafredo                         | + 1h 51' 00"                           |
| 43                                     | Ángel Madrazo (ESP)                    | Burgos BH                              | + 1h 54' 24"                           |
| 44                                     | Rui Costa (POR)                        | UAE Team Emirates                      | + 1h 54' 48"                           |
| 45                                     | Romain Sicard (FRA)                    | Total Direct Énergie                   | + 1h 55' 44"                           |
| 46                                     | Jonas Vingegaard (DEN)                 | Team Jumbo–Visma                       | + 1h 57' 00"                           |
| 47                                     | Imanol Erviti (ESP)                    | Movistar Team                          | + 1h 57' 22"                           |
| 48                                     | Mark Donovan (GBR)                     | Team Sunweb                            | + 1h 58' 52"                           |
| 49                                     | Dylan van Baarle (NED)                 | Ineos Grenadiers                       | + 1h 59' 36"                           |
| 50                                     | Julen Amezqueta (ESP)                  | Caja Rural–Seguros RGA                 | + 1h 59' 58"                           |
| 51                                     | Lennard Hofstede (NED)                 | Team Jumbo–Visma                       | + 1h 59' 59"                           |
| 52                                     | Andrey Amador (CRC)                    | Ineos Grenadiers                       | + 2h 10' 34"                           |
| 53                                     | Santiago Buitrago (COL)                | Bahrain–McLaren                        | + 2h 14' 34"                           |
| 54                                     | Tsgabu Grmay (ETH)                     | Mitchelton–Scott                       | + 2h 15' 16"                           |
| 55                                     | Jasha Sütterlin (GER)                  | Team Sunweb                            | + 2h 16' 38"                           |
| 56                                     | Jan Hirt (CZE)                         | CCC Team                               | + 2h 20' 00"                           |
| 57                                     | Gonzalo Serrano (ESP)                  | Caja Rural–Seguros RGA                 | + 2h 20' 05"                           |
| 58                                     | Merhawi Kudus (ERI)                    | Astana                                 | + 2h 20' 11"                           |
| 59                                     | Niklas Eg (DEN)                        | Trek–Segafredo                         | + 2h 24' 36"                           |
| 60                                     | Michel Ries (LUX)                      | Trek–Segafredo                         | + 2h 25' 50"                           |
| 61                                     | Jonathan Lastra (ESP)                  | Caja Rural–Seguros RGA                 | + 2h 29' 21"                           |
| 62                                     | Iván Sosa (COL)                        | Ineos Grenadiers                       | + 2h 30' 01"                           |
| 63                                     | Óscar Cabedo (ESP)                     | Burgos BH                              | + 2h 30' 26"                           |
| 64                                     | Omar Fraile (ESP)                      | Astana                                 | + 2h 33' 31"                           |
| 65                                     | Julien Simon (FRA)                     | Total Direct Énergie                   | + 2h 35' 29"                           |
| 66                                     | Anthony Roux (FRA)                     | Groupama–FDJ                           | + 2h 36' 06"                           |
| 67                                     | Magnus Cort (DEN)                      | EF Pro Cycling                         | + 2h 38' 21"                           |
| 68                                     | Olivier Le Gac (FRA)                   | Groupama–FDJ                           | + 2h 41' 22"                           |
| 69                                     | Ide Schelling (NED)                    | Bora–Hansgrohe                         | + 2h 46' 53"                           |
| 70                                     | Stan Dewulf (BEL)                      | Lotto–Soudal                           | + 2h 48' 18"                           |
| 71                                     | Jhojan García (COL)                    | Caja Rural–Seguros RGA                 | + 2h 48' 52"                           |
| 72                                     | Reto Hollenstein (SUI)                 | Israel Start-Up Nation                 | + 2h 51' 56"                           |
| 73                                     | Willie Smit (RSA)                      | Burgos BH                              | + 2h 52' 11"                           |
| 74                                     | Dion Smith (NZL)                       | Mitchelton–Scott                       | + 2h 54' 19"                           |
| 75                                     | Alex Aranburu (ESP)                    | Astana                                 | + 2h 54' 43"                           |
| 76                                     | Robert Stannard (AUS)                  | Mitchelton–Scott                       | + 2h 56' 02"                           |
| 77                                     | Jorge Arcas (ESP)                      | Movistar Team                          | + 2h 58' 22"                           |
| 78                                     | Tim Wellens (BEL)                      | Lotto–Soudal                           | + 3h 05' 52"                           |
| 79                                     | Paul Ourselin (FRA)                    | Total Direct Énergie                   | + 3h 06' 13"                           |
| 80                                     | Jetse Bol (NED)                        | Burgos BH                              | + 3h 13' 59"                           |
| 81                                     | Victor Lafay (FRA)                     | Cofidis                                | + 3h 18' 11"                           |
| 82                                     | Koen de Kort (NED)                     | Trek–Segafredo                         | + 3h 18' 29"                           |
| 83                                     | Jannik Steimle (GER)                   | Deceuninck–Quick-Step                  | + 3h 18' 31"                           |
| 84                                     | Rémi Cavagna (FRA)                     | Deceuninck–Quick-Step                  | + 3h 18' 33"                           |
| 85                                     | Jasper Philipsen (BEL)                 | UAE Team Emirates                      | + 3h 21' 10"                           |
| 86                                     | Jonathan Hivert (FRA)                  | Total Direct Énergie                   | + 3h 22' 59"                           |
| 87                                     | Valentin Ferron (FRA)                  | Total Direct Énergie                   | + 3h 24' 10"                           |
| 88                                     | Callum Scotson (AUS)                   | Mitchelton–Scott                       | + 3h 24' 18"                           |
| 89                                     | Jesús Ezquerra (ESP)                   | Burgos BH                              | + 3h 25' 04"                           |
| 90                                     | Aleksander Rjabušenko (BLR)            | UAE Team Emirates                      | + 3h 26' 12"                           |
| 91                                     | Alfred Wright (GBR)                    | Bahrain–McLaren                        | + 3h 27' 20"                           |
| 92                                     | Aritz Bagües (ESP)                     | Caja Rural–Seguros RGA                 | + 3h 29' 48"                           |
| 93                                     | Dimitrij Gruzdev (KAZ)                 | Astana                                 | + 3h 30' 29"                           |
| 94                                     | Stefan De Bod (RSA)                    | NTT Pro Cycling                        | + 3h 30' 39"                           |
| 95                                     | Cameron Wurf (AUS)                     | Ineos Grenadiers                       | + 3h 31' 14"                           |
| 96                                     | Tosh Van der Sande (BEL)               | Lotto–Soudal                           | + 3h 31' 47"                           |
| 97                                     | Pierre-Luc Périchon (FRA)              | Cofidis                                | + 3h 32' 01"                           |
| 98                                     | Chris Froome (GBR)                     | Ineos Grenadiers                       | + 3h 32' 14"                           |
| 99                                     | Ricardo Vilela (POR)                   | Burgos BH                              | + 3h 32' 34"                           |
| 100                                    | Brent Van Moer (BEL)                   | Lotto–Soudal                           | + 3h 33' 40"                           |
| 101                                    | Ivo Oliveira (POR)                     | UAE Team Emirates                      | + 3h 38' 14"                           |
| 102                                    | Zdeněk Štybar (CZE)                    | Deceuninck–Quick-Step                  | + 3h 43' 45"                           |
| 103                                    | Reinardt Janse van Rensburg (RSA)      | NTT Pro Cycling                        | + 3h 43' 49"                           |
| 104                                    | Rémy Mertz (BEL)                       | Lotto–Soudal                           | + 3h 44' 39"                           |
| 105                                    | Logan Owen (USA)                       | EF Pro Cycling                         | + 3h 45' 14"                           |
| 106                                    | Omer Goldstein (ISR)                   | Israel Start-Up Nation                 | + 3h 45' 59"                           |
| 107                                    | Carlos Barbero (ESP)                   | NTT Pro Cycling                        | + 3h 46' 30"                           |
| 108                                    | Tomasz Marczyński (POL)                | Lotto–Soudal                           | + 3h 48' 30"                           |
| 109                                    | Paul Martens (GER)                     | Team Jumbo–Visma                       | + 3h 48' 59"                           |
| 110                                    | Matteo Badilatti (SUI)                 | Israel Start-Up Nation                 | + 3h 49' 49"                           |
| 111                                    | Scott Davies (GBR)                     | Bahrain–McLaren                        | + 3h 52' 18"                           |
| 112                                    | Max Kanter (GER)                       | Team Sunweb                            | + 3h 53' 44"                           |
| 113                                    | Tejay Van Garderen (USA)               | EF Pro Cycling                         | + 3h 56' 19"                           |
| 114                                    | Juan Felipe Osorio (COL)               | Burgos BH                              | + 3h 56' 27"                           |
| 115                                    | Łukasz Wiśniowski (POL)                | CCC Team                               | + 3h 57' 14"                           |
| 116                                    | Jefferson Cepeda (ECU)                 | Caja Rural–Seguros RGA                 | + 3h 57' 46"                           |
| 117                                    | Jon Aberasturi (ESP)                   | Caja Rural–Seguros RGA                 | + 3h 59' 53"                           |
| 118                                    | Michał Paluta (POL)                    | CCC Team                               | + 4h 02' 49"                           |
| 119                                    | Rui Oliveira (POR)                     | UAE Team Emirates                      | + 4h 03' 39"                           |
| 120                                    | Enrico Gasparotto (SUI)                | NTT Pro Cycling                        | + 4h 05' 45"                           |
| 121                                    | Michael Mørkøv (DEN)                   | Deceuninck–Quick-Step                  | + 4h 06' 02"                           |
| 122                                    | Michael Schwarzmann (GER)              | Bora–Hansgrohe                         | + 4h 06' 11"                           |
| 123                                    | Andreas Schillinger (GER)              | Bora–Hansgrohe                         | + 4h 06' 15"                           |
| 124                                    | Emīls Liepiņš (LVA)                    | Trek–Segafredo                         | + 4h 07' 22"                           |
| 125                                    | James Piccoli (CAN)                    | Israel Start-Up Nation                 | + 4h 08' 40"                           |
| 126                                    | Julius van den Berg (NED)              | EF Pro Cycling                         | + 4h 09' 53"                           |
| 127                                    | Ian Garrison (USA)                     | Deceuninck–Quick-Step                  | + 4h 10' 26"                           |
| 128                                    | Alex Molenaar (NED)                    | Burgos BH                              | + 4h 12' 35"                           |
| 129                                    | Rory Sutherland (AUS)                  | Israel Start-Up Nation                 | + 4h 14' 17"                           |
| 130                                    | Benjamin Dyball (AUS)                  | NTT Pro Cycling                        | + 4h 16' 20"                           |
| 131                                    | Pascal Ackermann (GER)                 | Bora–Hansgrohe                         | + 4h 16' 49"                           |
| 132                                    | Mitchell Docker (AUS)                  | EF Pro Cycling                         | + 4h 17' 56"                           |
| 133                                    | Lorrenzo Manzin (FRA)                  | Total Direct Énergie                   | + 4h 19' 58"                           |
| 134                                    | Emmanuel Morin (FRA)                   | Cofidis                                | + 4h 20' 39"                           |
| 135                                    | Alexander Edmondson (AUS)              | Mitchelton–Scott                       | + 4h 23' 51"                           |
| 136                                    | Niki Terpstra (NED)                    | Total Direct Énergie                   | + 4h 36' 59"                           |
| 137                                    | Sam Bennett (IRL)                      | Deceuninck–Quick-Step                  | + 4h 39' 06"                           |
| 138                                    | Kevin Inkelaar (NED)                   | Bahrain–McLaren                        | + 4h 39' 48"                           |
| 139                                    | Mihkel Räim (EST)                      | Israel Start-Up Nation                 | + 4h 46' 31"                           |
| 140                                    | Martin Laas (EST)                      | Bora–Hansgrohe                         | + 4h 55' 40"                           |
| 141                                    | Rüdiger Selig (GER)                    | Bora–Hansgrohe                         | + 5h 00' 37"                           |
| 142                                    | Mickaël Delage (FRA)                   | Groupama–FDJ                           | + 5h 04' 17"                           |

### Zelena majica
| Poz. | Kolesar                | Ekipa                  | Točke |
| ---- | ---------------------- | ---------------------- | ----- |
| 1    | Primož Roglič (SLO)    | Team Jumbo–Visma       | 204   |
| 2    | Richard Carapaz (ECU)  | Ineos Grenadiers       | 133   |
| 3    | Dan Martin (IRL)       | Israel Start-Up Nation | 111   |
| 4    | Hugh Carthy (GBR)      | EF Pro Cycling         | 96    |
| 5    | Guillaume Martin (FRA) | Cofidis                | 87    |
| 6    | Pascal Ackermann (GER) | Bora–Hansgrohe         | 84    |
| 7    | Jasper Philipsen (BEL) | UAE Team Emirates      | 80    |
| 8    | Marc Soler (ESP)       | Movistar Team          | 73    |
| 9    | Michael Woods (CAN)    | EF Pro Cycling         | 72    |
| 10   | Enric Mas (ESP)        | Movistar Team          | 71    |

### Pikčasta majica
| Poz. | Kolesar                | Ekipa                  | Točke |
| ---- | ---------------------- | ---------------------- | ----- |
| 1    | Guillaume Martin (FRA) | Cofidis                | 99    |
| 2    | Tim Wellens (BEL)      | Lotto–Soudal           | 34    |
| 3    | Richard Carapaz (ECU)  | Ineos Grenadiers       | 30    |
| 4    | David Gaudu (FRA)      | Groupama–FDJ           | 29    |
| 5    | Sepp Kuss (USA)        | Team Jumbo–Visma       | 27    |
| 6    | Primož Roglič (SLO)    | Team Jumbo–Visma       | 24    |
| 7    | Hugh Carthy (GBR)      | EF Pro Cycling         | 21    |
| 8    | Michael Woods (CAN)    | EF Pro Cycling         | 21    |
| 9    | Rui Costa (POR)        | UAE Team Emirates      | 21    |
| 10   | Dan Martin (IRL)       | Israel Start-Up Nation | 20    |

### Bela majica
| Poz. | Kolesar                   | Ekipa            | Čas          |
| ---- | ------------------------- | ---------------- | ------------ |
| 1    | Enric Mas (ESP)           | Movistar Team    | 72h 49' 48"  |
| 2    | David Gaudu (FRA)         | Groupama–FDJ     | + 4' 09"     |
| 3    | Aleksander Vlasov (RUS)   | Astana           | + 6' 00"     |
| 4    | Gino Mäder (SUI)          | NTT Pro Cycling  | + 40' 03"    |
| 5    | Georg Zimmermann (GER)    | CCC Team         | + 42' 04"    |
| 6    | Will Barta (USA)          | CCC Team         | + 46' 28"    |
| 7    | Kobe Goossens (BEL)       | Lotto–Soudal     | + 59' 21"    |
| 8    | Clément Champoussin (FRA) | AG2R La Mondiale | + 1h 17' 44" |
| 9    | Robert Power (AUS)        | Team Sunweb      | + 1h 30' 22" |
| 10   | Dorian Godon (FRA)        | AG2R La Mondiale | + 1h 38' 24" |

### Ekipna razvrstitev
| Poz. | Ekipa             | Čas          |
| ---- | ----------------- | ------------ |
| 1    | Movistar Team     | 218h 37' 21" |
| 2    | Team Jumbo–Visma  | + 10' 23"    |
| 3    | Astana            | + 40' 09"    |
| 4    | UAE Team Emirates | + 1h 04' 05" |
| 5    | Mitchelton–Scott  | + 1h 08' 33" |
| 6    | Cofidis           | + 1h 44' 20" |
| 7    | Ineos Grenadiers  | + 2h 32' 28" |
| 8    | Groupama–FDJ      | + 2h 44' 38" |
| 9    | Team Sunweb       | + 3h 08' 27" |
| 10   | EF Pro Cycling    | + 3h 12' 25" |